# Ducati 620 Monster
 (avril 2015).
La 620 Monster est une moto construite par Ducati.
Apparue fin 2001, cette M620 remplace la 600. Son augmentation de cylindrée et l'adoption d'une alimentation par injection électronique lui permettent de passer les nouvelles normes anti-pollution Euro 2.
Le bloc compteur reçoit un compte-tours. L'affichage des compteurs kilométriques total et journalier deviennent digitaux, ainsi que la température d'huile moteur et l'horloge. Elle reprend la partie cycle (cadre, bras oscillant en acier, les tés de fourche, axes de roues) et l'accastillage (réservoir en acier, selle, durites tressées) de la Monster S4.
En tant qu'entrée de gamme, elle reste en retrait sur ses équipements par rapport à ses grandes sœurs. Les maîtres cylindres de frein et d'embrayage de type Brembo PS dits à bocaux carrés sont non-réglables. La fourche est également dépourvue de réglage et l'amortisseur se contente uniquement du réglage en précharge et en détente.
Pour les jeunes permis, elle est disponible en version 34 chevaux.
Elle est secondée par un modèle S, dotée d'un petit tête de fourche, d'un bras oscillant en aluminium, ainsi que quelques pièces en carbone (caches latéraux et protection de pot).
La M620 Dark (la version noire mat, sans peinture ni vernis, à prix plancher) prend également place dans la gamme. Le réservoir de 14 litres est en résine.
Les premiers modèles Dark de 2001 (appelés monodisco) ne sont équipés que d'un seul disque à l'avant, d'une boîte à 5 vitesses et n'ont pas encore d'embrayage APTC.

## 2003
L'ensemble de la gamme adopte le bras oscillant en aluminium et le réservoir en résine de 14 litres.

## 2004
Cette année, tous les modèles de M620 sont disponibles avec un deuxième disque de frein à l'avant en option et une boîte six rapports (sauf Dark).
M620 APTC : La Monster 620 se dote d'un embrayage anti-drible à la commande moins dure, principale critique des modèles antérieurs.

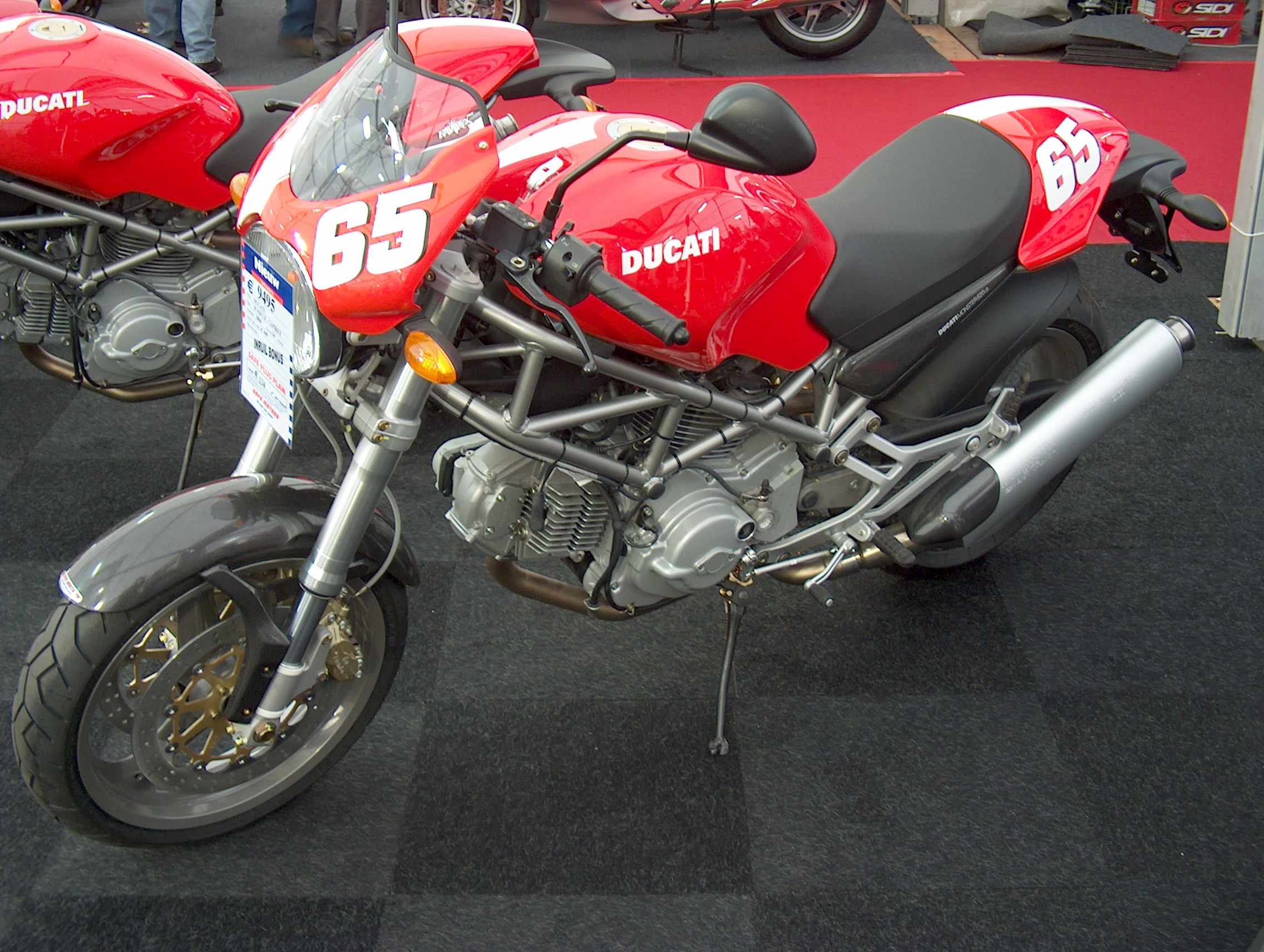
M620S Capirex

M620S Capirex : Série spéciale aux couleurs de Loris Capirossi, la M620S Capirex présentée au salon de la moto de Bologne l'année précédente, félicitant les efforts du pilote italien et de son équipe en catégorie MotoGP. Elle arbore le numéro 65 sur la coque arrière et le saute-vent, ainsi que le logo « Capirex » sur la bulle. Elle inaugure un nouveau bras oscillant en aluminium. Le garde-boue avant est en fibre de carbone. Elle est vendue 8 495 €.
M620S Catwoman : Pour promouvoir le film Catwoman, où Halle Berry pilote une M996 S4R, Ducati propose une série limitée Catwoman, ainsi qu'une gamme de vêtement associés.

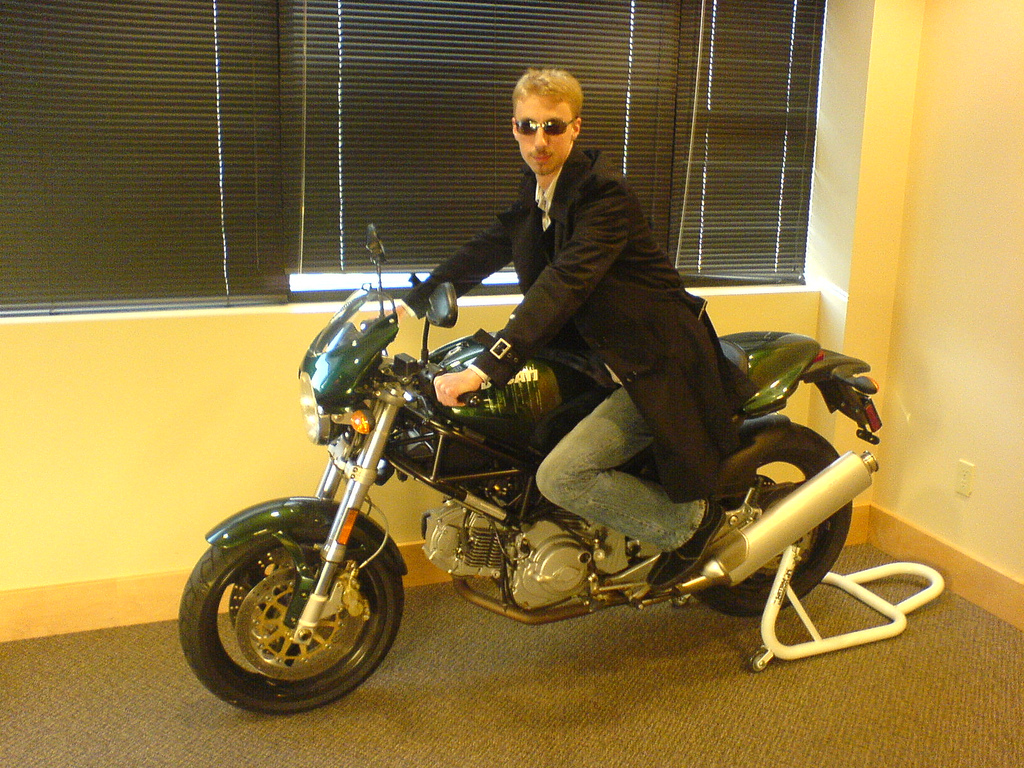
M620S Matrix

M620S Matrix : À l'instar de la 998 Matrix, Ducati fête la sortie du deuxième volet de la trilogie en présentant la M620S Matrix. Elle arbore une livrée vert sombre, un motif représentant la matrice et ses chiffres défilant verticalement est repris sur les côtés du réservoir. Restée confidentielle, cette version était également vendue 8 495 €. 

## 2005
Les disques de frein avant en 320 mm et les étriers quatre pistons sont abandonnés au profit d'un équipement moindre : disques de 300 mm et étriers deux pistons flottants.
La version Dark est proposée avec en option un double disque  et une boîte six vitesse.

## 2006
La M620 poursuit sa carrière jusqu'à la fin de l'année, secondée puis remplacée par la M695.